# Cheers
A Cheers helyzetkomikumra építő, egy szűk társaság mindennapi életét nyomon követő amerikai televíziós sorozat, melyet 1982. szeptember 30-án sugároztak először az NBC csatornán. A sorozat 1993. május 20-án ért véget a tizenegyedik évaddal Amerikában. Magyarországon először a TV1 mutatta be 1996. március 7-én, majd 1999. október 9-én a TV3, 2011. január 3-án pedig a Story4 is műsorra tűzte.

## Történet
Helyiek kis csoportja („Norm” George Wendt, „Cliff” John Ratzenberger, „Frasier ” Kelsey Grammer és „Lilith” Bebe Neuwirth) a Cheers nevű bostoni kocsmába jár inni, pihenni és beszélgetni, ahol a csaposok („Sam” Ted Danson, „Ernie” Nicholas Colasanto és „Woody”Woody Harrelson), illetve a pincérnők („Diane” Shelley Long, „Rebecca” Kirstie Alley és „Carla” Rhea Perlman) örömmel szolgálják ki őket és a velük kapcsolatba kerülő más vendégeket. A történetvezetés semmiben sem különbözik a többi szokványos „kukkolós” sorozattól, mint amilyen pl. a Jóban rosszban,  Barátok közt, Szomszédok vagy az Éjjel-nappal Budapest.

## Szereplők
| Szereplő                | Színész            | Foglalkozás          | Mettől meddig játszott | Magyar hang (1. szinkron) | Magyar hang (2. szinkron) |
| ----------------------- | ------------------ | -------------------- | ---------------------- | ------------------------- | ------------------------- |
| Sam Malone              | Ted Danson         | tulajdonos/csapos    | 1982–1993              | Dörner György             | Széles Tamás              |
| Diane Chambers          | Shelley Long       | pincérnő             | 1982–1987, 1993        | Détár Enikő               | Zakariás Éva              |
| Rebecca Howe            | Kirstie Alley      | üzletvezető/pincérnő | 1987–1993              |                           | Kiss Eszter               |
| Carla Tortelli          | Rhea Perlman       | pincérnő             | 1982–1993              | Bessenyei Emma            | Farkasinszky Edit         |
| Woody Boyd              | Woody Harrelson    | csapos               | 1985–1993              | Kaszás Attila             | Miller Zoltán             |
| Norm Peterson           | George Wendt       | vendég               | 1982–1993              | Gesztesi Károly           | Balázsi Gyula             |
| Cliff Clavin            | John Ratzenberger  | vendég               | 1982–1993              |                           | Bognár Zsolt              |
| Frasier Crane           | Kelsey Grammer     | vendég               | 1984–1993              |                           | Rosta Sándor              |
| Ernie Pantusso (Mester) | Nicholas Colasanto | csapos               | 1982–1985              | Harsányi Gábor            | Pálfai Péter              |
| Lilith Sternin          | Bebe Neuwirth      | vendég               | 1986–1993              |                           | Bertalan Ágnes            |

## Díjak és jelölések
- Emmy-díj
  - 26 díj
  - 111 jelölés (rekord)
- Golden Globe-díj
  - 6 díj
  - 25 jelölés